# Luca Pontigo
Luca Alonso Pontigo Marín (* 25. November 1994 in Santiago) ist ein chilenischer Fußballspieler auf der Position eines Stürmers.

## Karriere

### Verein
Luca Pontigo begann seine Karriere in der Jugend beim CSD Colo-Colo und bekam 2012 seinen ersten Profivertrag. Er wurde hauptsächlich in der zweiten Mannschaft der Albos eingesetzt und ab 2014 mehrfach zu Vereinen in der Primera B und der Segunda División verliehen. Auch im Jahr 2017, nach Ablauf seines Vertrags bei Colo-Colo, spielte der Offensivakteur überwiegend in der Primera B. Mit Deportes Copiapó gelang ihm 2022 die Meisterschaft und der Aufstieg in die Primera División. Nach nur sieben Einsätzen ohne Erfolg in der höchsten Spielklasse verließ Pontigo den Klub aus der Wüstenstadt und wechselte im Februar 2024 zu San Antonio Unido in die Segunda División.

### Nationalmannschaft
Luca Pontigo nahm 2010 mit der U17-Nationalmannschaft unter Trainer George Biehl an den Südamerikaspielen teil.

## Erfolge
Deportes Santa Cruz
- Chilenischer Drittliga-Meister: 2018

Coquimbo Unido
- Chilenischer Zweitliga-Meister: 2021